# Кусале, Свапнил
Свапнил Кусале (англ. Swapnil Kusale; род. 6 августа 1995, Колхапур, Махараштра) — индийский спортивный стрелок, выступающий на дистанции 50 метров из трех позиций. Бронзовый призёр Олимпийских игр 2024 года.

## Биография
Кусале родился 6 августа 1995 года в деревне Камбалвади округа Колхапур штата Махараштра. В 2009 году отец записал его в спортивную программу Крида Прабходини, которая проводилась правительством Махараштры. После года интенсивных физических тренировок Кусале пришлось выбрать один вид спорта, и в итоге он выбрал стрельбу. В 2015 году устроился контролёром билетов на Индийские железные дороги в Пуне, что помогло ему купить свою первую винтовку. Впоследствии работал младшим техническим специалистом на Центральной железной дороге в Пуне. В знак признания его достижений на Олимпийских играх в Париже его Центральная железная дорога повысила его в должности до офицера особого назначения в спортивном департаменте в Мумбаи.
В 2015 году Кусале выиграл золото на дистанции 50 метров из винтовки лёжа в категории юниоров на чемпионате Азии, который прошёл в Кувейте. В том же году он также выиграл 59-й национальный чемпионат по стрельбе, проходивший в Туглакабаде, опередив Гагана Наранга и Чейн Сингха на дистанции 50 метров из винтовки лёжа. В 2017 году он повторил то же достижение уже на 61-м национальном чемпионате в Тируванантапураме, взяв золото на дистанции 50 метров из винтовки.
В октябре 2022 года он получил олимпийскую квоту для Индии в соревнованиях по стрельбе из винтовки на 50 метров среди мужчин, заняв четвёртое место на чемпионате мира по стрельбе ISSF в Каире. В мае 2024 года после соревнований в Дели и Бхопале Кусале включён в олимпийскую сборную Индии на дистанции 50 м из винтовки из трех позиций. Несмотря на то, что Кусале финишировал пятым в финальном испытании, он был отобран в сборную вторым стрелком на основании его результатов в первых трёх испытаниях.
На Олимпийских играх 2024 года Кусале стал первым индийцем, прошедшим квалификацию в финал мужских соревнований по стрельбе из трёхпозиционной винтовки на 50 метров и выиграл бронзовую медаль с результатом 451,4 в финале.